# Альфа Чаши
Альфа Чаши (α Crt, α Crateris) — звезда в созвездии Чаши. Традиционное название Алькес с арабского الكاس alkās или الكأس alka’s значит «чаша».
Альфа Чаши относится к спектральному классу K1, имеет видимую звёздную величину 4,07 (видна невооружённым глазом) и расположена на расстоянии 174 световых лет от Земли.

## В культуре
В каталоге звёзд Calendarium от Al Achsasi al Mouakket звезда обозначена как Aoul al Batjna (أول ألبجن awwil albajna), что в переводе на латинский будет Prima Crateris, то есть первая чаша.
На китайском, 翼宿 (Yì Sù), значит крылья и относится к астеризму из α Crateris, γ Crt, ζ Crt, λ Crt, ν Hydrae, η Crt, δ Crt, ι Crt, κ Crt, ε Crt, HD 95808, HD 93833, θ Crt, HD 102574, HD 100219, β Crt, HD 99922, HD 100307, HD 96819, χ1 Hydrae, HD 102620 и HD 103462. Следовательно, сама α Crateris известна как 翼宿一 (Yì Sù yī, англ. the First Star of Wings, первая звезда крыльев).
USS Alkes (AK-110) — корабль ВМС США названный в честь звезды.